# توشييا ماسودا
توشييا ماسودا (باليابانية: 増田俊也) (8 نوفمبر 1965، آيتشي في اليابان)؛ روائي ياباني. درس في جامعة هوكايدو.